# Eenwording van Saoedi-Arabië
De eenwording van Saoedi-Arabië was het proces waarbij de verschillende stammen, sjeikdommen en emiraten van het grootste gedeelte van het Arabisch Schiereiland werden verenigd onder het Huis van Saoed, tussen 1902 en 1932, toen het hedendaagse Koninkrijk Saoedi-Arabië werd uitgeroepen. Onder leiding van de charismatische Abdoel Aziz al Saoed, creëerde dit proces hetgeen waarnaar verwezen wordt als de Derde Saoedische Staat, om het te onderscheiden van de eerste (Emiraat Diriyah) en de tweede (Emiraat Nadjd) staat die bestonden onder het Huis van Saoed.

## Geschiedenis
Het Huis van Saoed was in ballingschap in Koeweit sinds 1893 na de ontbinding van de Tweede Saoedische Staat en de opkomst van Jebel Shammar onder het geslacht Al-Rashid. In 1902 heroverde Al Saoed Riyad, de voormalige hoofdstad van het Huis van Saoed. Hij ging verder om de rest van Nadjd, Al-Hasa, Jebel Shammar, Emiraat Asir en Koninkrijk Hidjaz (locatie van de islamitische heilige steden Mekka en Medina) te onderwerpen tussen 1913 en 1926. Vanaf 1927 werd de resulterende staat het Koninkrijk Nadjd en Hidjaz genoemd tot het nog verder werd geconsolideerd met Al-Hasa en Qatif in het Koninkrijk Saoedi-Arabië in 1932. Bahrein, Qatar en de Verenigde Arabische Emiraten waren destijds Britse protectoraten en werden niet heroverd door de Saoedi's. Eerder maakte de Golfstaten deel uit van het Emiraat Diriyah en Emiraat Nadjd.

## Lijst van staten
Saoedische staten
| Vlag | Naam                                                 | Hoofdstad | Regeringsvorm | Stichter             | Begin | Einde |
| ---- | ---------------------------------------------------- | --------- | ------------- | -------------------- | ----- | ----- |
|      | Emiraat Diriyah (Eerste Saoedische Staat)            | Diriyah   | Emiraat       | Mohammed bin Saoed   | 1744  | 1818  |
|      | Emiraat Nadjd (Tweede Saoedische Staat)              | Riyad     | Emiraat       | Turki bin Abdullah   | 1824  | 1891  |
|      | Emiraat Nadjd en Hasa (Derde Saoedische Staat)       | Riyad     | Emiraat       | Abdoel Aziz al Saoed | 1902  | 1921  |
|      | Sultanaat Nadjd (Vierde Saoedische Staat)            | Riyad     | Sultanaat     | Abdoel Aziz al Saoed | 1921  | 1926  |
|      | Koninkrijk Nadjd en Hidjaz (Vijfde Saoedische Staat) | Riyad     | Koninkrijk    | Abdoel Aziz al Saoed | 1926  | 1932  |
|      | Koninkrijk Saoedi-Arabië (Zesde Saoedische Staat)    | Riyad     | Koninkrijk    | Abdoel Aziz al Saoed | 1932  | heden |

Vanaf de Derde tot de Zesde Saoedische Staat regeerden de Saoedi's onafgebroken. Om deze reden worden deze staten soms wel eens te samen de Derde Saoedische Staat genoemd.
Niet-Saoedische staten
| Vlag | Naam                         | Hoofdstad | Regeringsvorm | Stichter                   | Begin | Einde | Dynastie    |
| ---- | ---------------------------- | --------- | ------------- | -------------------------- | ----- | ----- | ----------- |
|      | Emiraat Hail (Jebel Shammar) | Hail      | Emiraat       | Abdullah bin Rashid        | 1836  | 1921  | Rasjidi     |
|      | Koninkrijk Hidjaz            | Mekka     | Koninkrijk    | Hoessein bin Ali           | 1916  | 1925  | Hasjemieten |
|      | Emiraat Neder-Asir           | Sabya     | Emiraat       | Muhammad ibn Ali al-Idrisi | 1909  | 1930  | Idrisiden   |
|      | Sjeikdom Opper-Asir          | Abha      | Sjeikdom      | Al-Hasan Bin Ayad          | 1916  | 1920  | Bin Ayad    |

Al deze staten werden door de Saoedi's veroverd en geannexeerd tot hun rijk.